# Żelazny Krzyż (film)
Żelazny Krzyż (występujący również pt. Steiner. Żelazny Krzyż) – brytyjsko-niemiecki dramat wojenny z 1977 roku w reżyserii Sama Peckinpaha. Scenariusz filmu powstał na podstawie powieści Williego Heinricha pt. Das Geduldige Fleisch.

## Opis fabuły
Lato 1943 roku. Front wschodni na Kubaniu. Sierżant Wehrmachtu Steiner jest starym doświadczonym żołnierzem, który już z niejednej opresji wyszedł cało. Cieszy się olbrzymim autorytetem zarówno wśród żołnierzy jak i przełożonych. Jego przeciwieństwem jest jego dowódca kapitan Stransky – pruski arystokrata i karierowicz, którego jedynym celem jest zdobycie Krzyża Żelaznego. Konflikt pomiędzy tymi dwoma ludźmi jest kwestią czasu, zwłaszcza że Steiner nie cierpi dyscypliny i nie zawsze wykonuje rozkazy (np. takiego, który nakazuje mu zastrzelenie radzieckiego jeńca – nieletniego chłopca). W końcu do niego dochodzi, gdy podczas nagłego ataku czerwonoarmistów Stransky usiłuje sobie fałszywie przypisać zasługę poprowadzenia kontrataku, a od Steinera oczekuje poświadczenia nieprawdy wobec dowódcy jednostki. Steiner wie, że naprawdę kontratak poprowadził porucznik Meyer, który przypłacił to życiem i po krótkim namyśle odmawia poświadczenia nieprawdy. Stransky'emu grozi więc sąd polowy za próbę przywłaszczenia sobie zasług zabitego oficera i oszustwo. Pułkownik Brandt, wobec zagrożenia rychłą ofensywą radziecką, postanawia odłożyć całą sprawę do zakończenia walk. Stransky nie ma zamiaru czekać na sąd i pewny wyrok i postanawia pozbyć się Steinera. W odpowiednim momencie nie przekazuje mu i dowodzonemu przez niego małemu oddziałowi rozkazu o odwrocie, pozostawiając ich poza liniami wroga. Pomimo to Steinerowi udaje się po kilku dniach i wielu trudach przedrzeć do własnych linii. Stransky nie rezygnuje i rozkazuje strzelać do powracających ludzi Steinera. Wielu z nich ginie. Jednak sam Steiner wraz z niedobitkami w końcu dociera do niemieckich okopów i dopada Stransky'ego. Nie zabija go jednak, ponieważ właśnie rozpoczyna się kolejny sowiecki atak. Walka z wrogiem staje się w pewnym momencie ważniejsza niż osobisty konflikt. W ostatniej scenie filmu ramię w ramię walczą obaj z nacierającymi Rosjanami, chociaż Stransky nie potrafi nawet przeładować swojego MP-40.

Nie radujcie się z jego klęski,

bo choć świat powstał i powstrzymał drania,

suka która go zrodziła, znów ma ruję.

## Obsada aktorska
- James Coburn – sierż. Steiner
- Maximilian Schell – kpt. Stransky
- James Mason – płk. Brandt
- David Warner – kpt. Kiesel
- Klaus Löwitsch – kpr. Krüger
- Vadim Glowna – szer. Kern
- Roger Fritz – por. Triebig
- Dieter Schidor – szer. Anselm
- Igor Galo – por. Meyer
- Véronique Vendell – Marga
- Senta Berger – pielęgniarka Eva
- Slavko Štimac – radziecki jeniec-chłopiec

## Produkcja
Zdjęcia kręcono na terenie Chorwacji (Zagrzeb, wioska Savudrija w żupanii istryjskiej).